# Panagiótis Ródios
 (août 2024).
Si vous disposez d'ouvrages ou d'articles de référence ou si vous connaissez des sites web de qualité traitant du thème abordé ici, merci de compléter l'article en donnant les références utiles à sa vérifiabilité et en les liant à la section « Notes et références ».
 (août 2024).
Le contenu est difficilement compréhensible vu les erreurs de traduction, qui sont peut-être dues à l'utilisation d'un logiciel de traduction automatique.
Panagiótis Ródios (grec moderne : Παναγιώτης Ρόδιος) (1789-1851) est un écrivain et homme politique grec ayant notamment œuvré lors de la guerre d'indépendance grecque.

## Biographie
Il est né à Rhodes d'où il a acquis le surnom de Ródios (« Rhodien »). Son père Geórgios était armateur mais, après sa mort, Panagiótis n'a pas voulu exercer le métier de marin et a vendu le navire de son père. Il est par la suite parti étudié à Smyrne (actuelle Izmir) au lycée philologique, puis il a poursuivi ses études de médecine à Padoue et Paris. Pendant son séjour dans la capitale française, il écrit des articles pour la revues Ermís o Lógios (en) tout en traduisant des œuvres d'auteurs grecs anciens. À Paris, il entre en contact avec Koraïs et les idées des Lumières.

## Carrière militaire
Avec le début de la révolution de 1821, il vint en Grèce dans l'entourage de Thomas Gordon. Nommé membre de l'état-major de l'embryon d'armée régulière grecque formée en 1822, il participa à la bataille de Péta en tant que capitaine. Nommé secrétaire général du gouvernement en 1824, il participa à la guerre civile et occupa le fort du Bourtzi au cours du siège de Nauplie par les gouvernementaux contre les partisans de Kolokotronis. En 1825, il fut nommé à la tête de l'armée régulière permanente récemment recréée; cette nomination était une erreur néfaste selon Gordon qui le considérait comme un « individu présomptueux et insignifiant, dépourvu de la moindre qualité physique ou morale le rendant apte à cet emploi ». Il participa à la bataille des moulins de Nauplie contre Ibrahim Pacha. Il fut ensuite remplacé peu après par Charles Nicolas Fabvier. Il avait été promu au grade de lieutenant général.

## Carrière politique
Il fut nommé secrétaire général provisoire de l’Exécutif en janvier 1824 en remplacement d'Aléxandros Mavrokordátos. En 1828, il assuma le poste de ministre militaire dans le gouvernement de Kapodístrias et resta à ce poste jusqu'en 1831. Après l'assassinat du gouverneur pendant son ministère, il créa l'École de guerre. Sous Othon, il était responsable de la justice militaire et, après le coup d'État du 3 septembre 1843, il fut nommé commandant militaire de l'Argolide et fut le mandataire de Nauplie à l'Assemblée nationale de 1843 où il fut élu membre du comité de rédaction de la Constitution. Il reprit le poste de ministre militaire pendant quelques mois dans le gouvernement Mavrokordátos en 1844 et plus tard dans le gouvernement Koundouriótis en 1848.